# 자일로그 Z8000

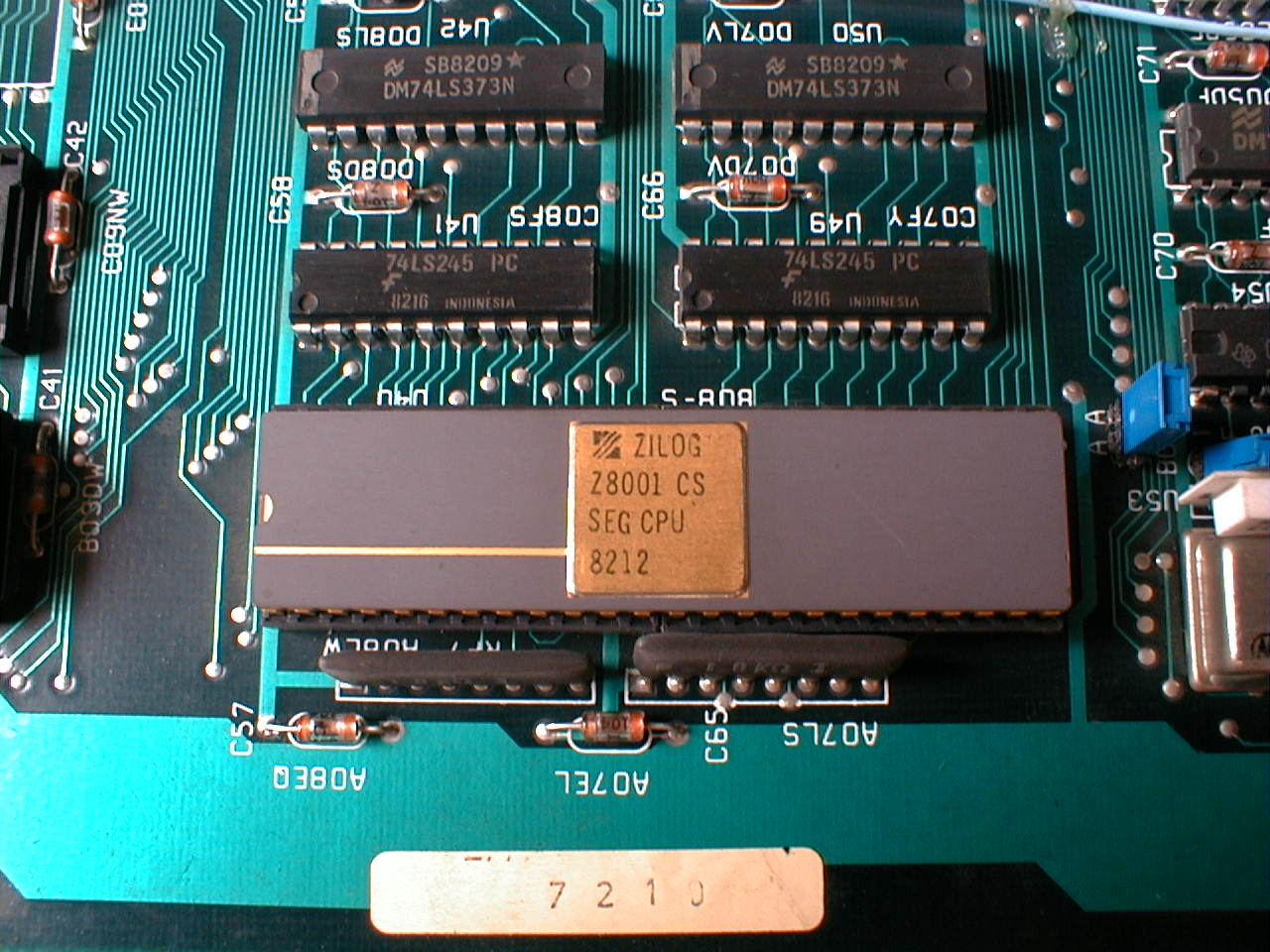

자일로그 Z8000은 자일로그가 1979년 발표한 16비트 마이크로프로세서이다. Z80과 호환성이 없어 널리 사용되지는 않았지만 Z8000코어의 직렬 통신 컨트롤러인 Z16C01/02는 아직까지 사용되고 있다.

## 기능
Z8000은 17500개의 트랜지스터를 집적하였으며 NMOS 공정으로 생산되었다. 110개의 명령어를 가지고 있으며 유저 모드, 슈퍼바이저 모드를 지원한다. 16비트 다용도 레지스터 16개를 가지고 있는데 8비트나 16비트, 32비트, 64비트같이 다양한 크기로 사용할 수 있다. 보통 14번 레지스터는 스택 세그먼트, 15번 레지스터는 스택 포인터로 사용된다.
Z8000은 Z8001/2의 두가지 버전이 판매되었는데 Z8001은 7비트 세그먼트 레지스터를 사용해 8MB의 메모리 주소를 지원하며 추가로 Z8010 MMU를 사용하면 48MB까지 확장할 수 있다. Z8002는 64KB의 메모리 주소만을 지원한다.
Z80과 마찬가지로 Z8000도 DRAM 리프레시 회로를 내장하는등 설계자의 주목을 끄는 기능을 가지고 있었지만 별로 빠르지 않은데다 몇가지 버그를 가지고 있어 286이나 68000에게 밀리게 된다.
Z8000이 사용된 가장 유명한 사례는 남코의 폴 포지션(Pole Position)이라는 게임 기판에 Z8002 두 개가 사용된 것이다. 또한 군사 장비에도 사용된 것으로 보고되었으며(출처:TechWeb  보관됨 2008-02-28 - 웨이백 머신) 오늘날에는 Z16C01/02 직렬 통신 컨트롤러(자일로그 SCC) 형태로 자일로그 웹사이트에서 주문할 수 있으며 데이터시트를 받아 볼 수 있다.

## Z8000 CPU가 사용된 시스템
1980년대초, 자일로그 Z8000 CPU는 데스크톱 크기의 유닉스(UNIX) 머신으로 인기가 있었다. 소규모 회사에서 다중 사용자 시스템으로 디스크나 프린터같은 자원을 공유할 수 있었는데 그래픽을 내장하는 대신 당시의 일반적인 서버들과 같이 RS-232 직렬 포트(4~16개)와 병렬 프린터 포트만을 가지고 있었다.
Z8000 기반의 컴퓨터 시스템으로는 자일로그의 시스템 8000 시리즈를 비롯해 여러 회사에서 제작하였다:
- 1980년 1월: Z8000 ONYX는 첫 번째 유닉스 워크스테이션으로 전시되었다. (8개의 직렬 포트[사용자] 내장, 가격 25000 달러)[1]
- 올리베티 M20, M30, M40, M50, M60[2]
- Z8000은 올리베티 M20과 M40, 유닉스 기반의 코모도어 900과 같이 널리 알려진 시스템에서 찾아 볼 수 있으며 AMD, SGS-Ates, 히다치, 샤프에서도 Z8000 기반의 시스템을 제작하였다.[3]
- Z8000 버전의 제닉스(Xenix) 운영 체제도 있다.[4]